# Kazalište u 1914.
◄◄ | ◄ | 1911. | 1912. | 1913. | 1914.  | 1915. | 1916. | 1917. | ► | ►►
Arhitektura • Astronomija • Biologija • Film • Fotografija • Glazba • Kazalište • Kemija • Kiparstvo • Knjige • Književnost • Kršćanstvo • Meteorologija • Medicina • Planinarstvo • Politika • Pravo • Promet • Slikarstvo • Strip • Šport • Televizija • Znanost • Zrakoplovstvo • Željeznički promet
Kazalište u 1914.

## Hrvatska i u Hrvata

### Rođenja
- 11. siječnja − Franka Bačić,  hrvatska kazališna, televizijska i filmska glumica († 1989.)

## Vanjske poveznice
|  | Zajednički poslužitelj ima još gradiva o temi Kazalište u 1914. |